# International Motorsports Hall of Fame

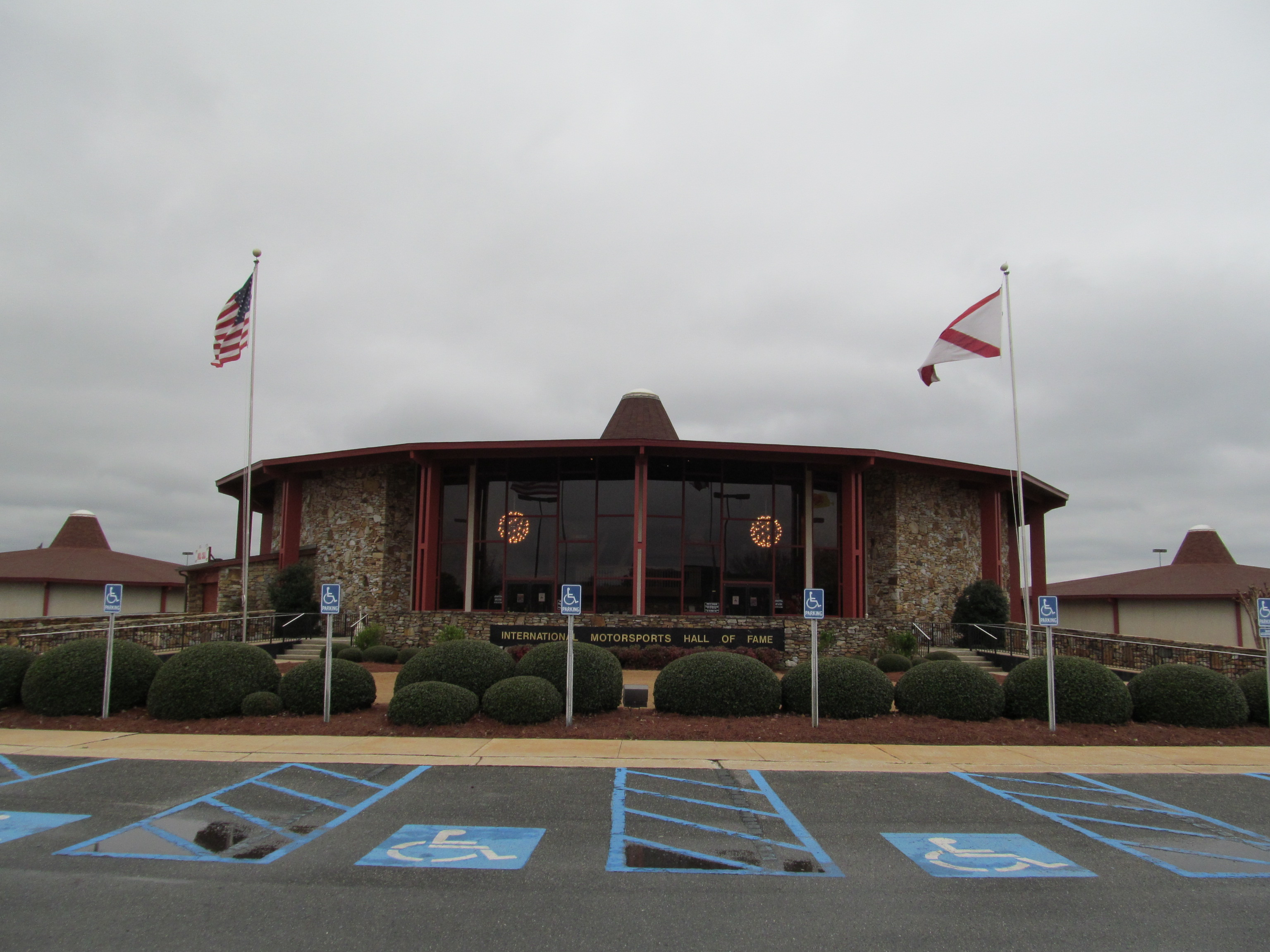
International Motorsports Hall of Fame

Die International Motorsports Hall of Fame ist die Ruhmeshalle des internationalen Motorsports. Aufgenommen werden Fahrer, Teambesitzer und Entwickler von Rennfahrzeugen und -motoren.
Die International Motorsports Hall of Fame wurde 1982 von Bill France senior, dem Gründer von NASCAR, initiiert und befindet sich in Talladega, Alabama, nahe dem Talladega Superspeedway.
Aufgenommen können nur Personen werden, die mehr als fünf Jahre vom aktiven Sport zurückgetreten sind. Über die Aufnahme entscheidet ein Gremium aus 150 internationalen Motorsport-Journalisten.